# NHL Entry Draft 2008

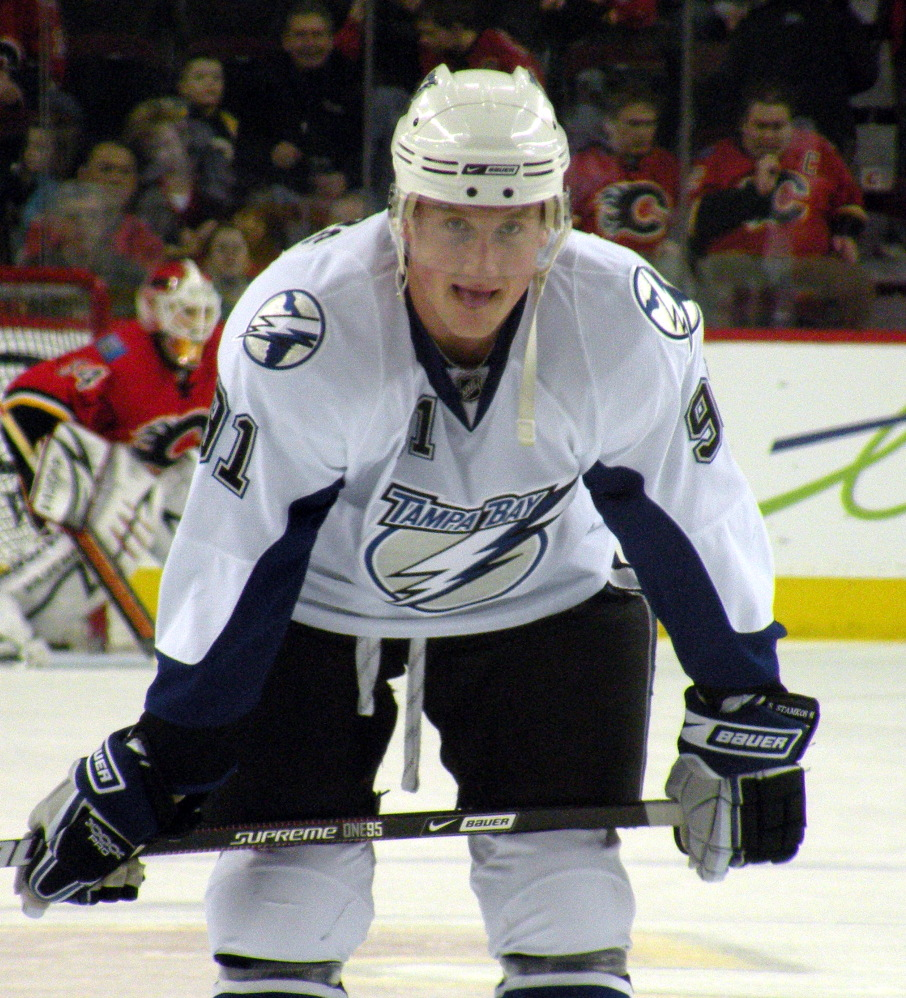
Steven Stamkos i Tampa Bay Lightning.

2008 NHL Entry Draft var den 46:e NHL-draften. Den ägde rum mellan 20 och 21 juni 2008 i Scotiabank Place som ligger i Ottawa, Ontario, Kanada. Tampa Bay Lightning var först ut att välja spelare och de valde Steven Stamkos. Drew Doughty valdes som andre spelare av Los Angeles Kings.
Förste svenske spelare att väljas blev Erik Karlsson som valdes som 15:e spelare totalt av Ottawa Senators.